# IOS 7
iOS 7（アイオーエス セブン）は、Appleが開発していたモバイルオペレーティングシステムiOSの7番目のメジャーリリースである。2013年9月18日にリリースされた。

## 概要
2013年6月11日、WWDC 2013においてiOS 7が発表され、2013年9月18日にリリースされた。
対応端末はiPhone 4以降、iPad 2以降、iPad Air (第1世代)、iPad mini (第1世代)以降、iPod touch (第5世代)。
iOS 6までサポートされたモデルのうちiPhone 3GS と iPod touch (第4世代)がiOS 7以降においてサポート対象外となった。
iOS 7の評判は賛否両論だった。新しいデザインは、実際の生産性の向上よりもデザインの変更を優先していると指摘され、操作を遅らせるアニメーション、アイコンの一貫性の欠如、ボタンが隠されているなどの例をユーザエクスペリエンスの否定的な側面として挙げ、批判された。コントロールセンターの追加、Siriやマルチタスク機能のアップデートなどは評価された。リリース直後には、新しいデザインが原因で酔うという報告もあり、車酔いに似た効果を持つアニメーションが原因だとされている。
iOS 7の普及は早く、1日後には35％にも達し、5日以内に2億台の端末にインストールされたと報告されている。これをAppleは「史上最速のソフトウェアアップグレード」と述べている。

## 新機能・変更点
iOS 7では、Appleのデザイン担当上級副社長だったジョナサン・アイブが率いるチームが、ユーザインタフェースをフラットデザインへ刷新した。よりフラットなアイコン、新しいスライド式ロック解除機能、新しいアニメーションなどを採用した新デザインは、アイブが「深く揺るぎない美しさはシンプルさ、明確さ、効率の良さの中に存在している」と表現したものである。3つのタブに分けられた通知センター、ロック画面に表示される通知、デザイン変更されたSiri、よく使う機能に素早くアクセスできるコントロールセンターなど、フラットデザインはOS全体に採用されている。iOS 7には、ワイヤレス共有技術のAirDrop、電話と車の統合機能であるCarPlay、App Storeでのアプリケーションの自動アップデートなども導入されている。

### システム

#### デザイン
iOS 7では、ユーザインタフェースのデザインを全面的に刷新した。Appleのデザイン責任者であるジョナサン・アイブは、「真のシンプルさは単に不要なものや装飾を省くだけでは生まれない。それは、複雑さに秩序をもたらすことである。iOS 7は、この目標を明確に体現している。すべてが新しいその構造には一貫性があり、システム全体に取り入られている」と述べている。起動画面の背景色は、端末のフロントベゼルの色（白または黒）と一致し、反対色のAppleロゴが表示される仕様になった。

#### AirDrop
iOS 7では、共有アイコンからアクセスできるワイヤレス共有技術「AirDrop」が導入され、端末から付近にある他のiOS端末にファイルを送ることができる。この機能はコントロールセンターから有効にすることができ、送信元からの認識を「連絡先のみ」または「すべての人」に切り替えられる。
リリース当初、AirDropは、iPhone 5以降、iPad (第4世代)以降、すべてのiPad mini、iPod touch (第5世代)でのみ利用可能だった。

#### コントロールセンター
iOS 7では、画面下部から上にスワイプすることで各種設定にアクセスできる「コントロールセンター」が導入され、機内モード、Wi-Fi、Bluetooth、おやすみモード、回転ロックなどの設定が変更できる。画面の明るさを調整するスライダーや、音楽再生のコントロール、音量スライダーなども備えている。また、フラッシュライトの切り替えや、カメラに素早くアクセスするためのアイコンも用意されている。

#### 通知センター
iOS 7では、通知センターが見直され、見た目と機能の両方が変更された。「今日」、「すべて」、「未確認」の3つのタブに分けられ、ロック画面から表示することが可能になった。また、通知は端末間で同期され、同じ通知を異なる端末で何度も削除する必要がなくなった。

#### マルチタスキング
iOS 7では、App切り替え画面を刷新した。ホームボタンをダブルクリックすると、使用中のAppから抜け出し、最近使用したAppのサムネイルが全画面表示される仕様になった。

#### CarPlay
iOS 7.1の一部としてリリースされたCarPlay（旧iOS in the Car）は、一部の車載システムと統合され、音楽のコントロールやマップナビゲーションなどの操作を車のディスプレイで行うことができる。また、Siriに話しかけてハンズフリーでメッセージを送ることもできる。iOS 7.1以降を搭載したLightning搭載のすべてのiPhoneに対応している。

#### Siri
Siriは、背景がぼやけた状態でアシスタントがフェードインする新しいデザインを採用している。話している際には、視覚的な声の波が現れ、それが円を描くようにして、端末がAppleのサーバーと通信するデザインとなっている。Siriは、Bluetoothを含む、一部の端末設定を操作できるようになった。インターネット検索では、Bingがデフォルトの検索エンジンとなり、Siriのウェブリソースにウィキペディアが追加された。また、SiriはTwitterとの連携を強化し、ツイートの検索ができるようになった。
また、iOS 7ではSiriの性別を変更できるようになり、新たに男性と女性の声が選べるようになった。

#### その他
Spotlight検索が、ホーム画面から下へスワイプすることで表示できるように変更された。
iOS 7には、端末を動かすとアイコンが動いて見える「パララックス」効果を含む新しい壁紙が搭載されており、「アイコンが背景の壁紙の上に浮かんでいるように見える」という視覚効果がある。
設定Appから、特定の種類の通知に対して独自のバイブレーションを設定したり、「視差効果を減らす」設定でパララックス壁紙のアニメーション効果をオフにしたり、電話、メッセージ、FaceTimeを含む複数のデバイスやアプリケーションで着信をブロックしたりすることも可能になった。
ホーム画面では、新しくインストールした、または最近更新されたAppは、初めて開くまで横に青いドットが表示される仕様になった。
フォルダは、ホーム画面と同じように複数のページを持つよう機能拡張された。各ページに最大9個のAppを入れることができ、1つのフォルダには合計135個のAppを入れることが可能になった。
着信音と通知音が追加され、iOS 6以前の着信音と通知音は[クラシック]カテゴリに移動した。
プッシュ通知の[トライトーン]もiOS 6のものとは異なる音に変更されている。

### アプリケーション

#### App Store
App Storeからインストールしたアプリケーションの自動アップデートができるようになった。また、インストールされている各Appのアップデート履歴を確認できるようにもなった。位置情報サービスを有効にすると、App Storeに「この付近」タブが追加され、地理的な位置情報に基づいて人気のあるAppが推奨される。また、新しいiOSバージョンで古い端末が対応していない場合に備え、古いバージョンのAppをダウンロードできるようになった。

#### 写真とカメラ
カメラAppに「スクエア」モードを導入した。また、9種類のフィルターで写真の印象を変えることができる「ライブフィルター」も新たに搭載した。さらに、動画撮影時にピンチインズームが可能になったほか、シャッターボタンを押し続けることで1秒間に10コマの写真を簡単に連続撮影できる連写モードを搭載している。iPhone 5sでは、スローモーションビデオの選択肢が追加され、毎秒120フレームで動画を撮影できるようになった。また、写真Appでスローモーション部分の開始位置と終了位置を変更することもできる。
写真Appは、「写真」「共有」「アルバム」の3つのタブに分けられ、それぞれがギャラリーを備えている。「写真」タブは、すべての写真が「年」「コレクション」「モーメント」に分類されたタイムラインで表示されるようになった。数種類のフィルターが追加され、AirDropに対応した。

#### ミュージック
ミュージックAppには、Appleの「iTunes Radio」サービスが追加された。アーティストを選ぶと、似たようなアーティストの曲をベースにした「ステーション」が生成される、ステーションベースの音楽サービスである。曲をスキップしたり、過去の曲の履歴を検索したりすることができるほか、再生中にiTunes Storeから直接購入することもできた。また、iTunes Radioには、Twitterで話題になっている曲を表示する機能も存在した。 iTunes Radioは広告付きの無料サービスだが、広告なしで再生できるiTunes Matchに加入することもできる。
サービス開始から2年後、iTunes Radioは2016年1月にサービスを終了し、新しい音楽配信サービスのApple Musicやラジオ局Beats 1（現Apple Music 1）に移行した。

#### Safari
Safariでは、従来のブラウザにあった2つの検索バーが1つの「スマート検索」フィールドに統合された。タブ管理が改善され、一度に8つ以上のタブを開くことが可能になった。また、タブを重ねる際に、従来の水平方向のカード表示から垂直方向のカード表示に変更された。また、設定Appからではなく、Safariから直接プライベートタブを有効化する機能が追加されたほか、新しい「追跡しない」機能により、利用者がプライバシーをさらに管理できるようになった。

#### マップ
Apple マップに徒歩での案内機能が追加された。
マップのデザインは、検索バーなどを非表示にするフルスクリーン表示に変更されたほか、夜間の運転時に自動的に背景を暗くするナイトモードが追加された。また、マップにはSiriの音量調整が用意されており、「システムの音量とは別にSiriの音声フィードバックの相対的な音量を変更することで、BGMの中で声が大きくなりすぎないようにする」ことが可能になった。

#### 天気
iOS 7の天気Appは、現在の天気を視覚的に表現するなどの変更が加えられたようだ。

#### FaceTime
iOS 7では、iPhoneに独自のFaceTime Appが搭載され、Wi-Fi環境下でも音声通話ができる「FaceTime Audio」機能が搭載されている。FaceTime Audioは、電話App、連絡先App、またはFaceTime Appから起動できる。

#### メッセージ
メッセージAppでは、送受信したすべてのメッセージのタイムスタンプを確認することが可能になった。

## バージョン
iOS 7は、2013年6月10日に開催されたApple Worldwide Developers Conferenceで発表された。発表後、登録した開発者向けにベータ版が公開された。
iOS 7は、2013年9月18日に正式にリリースされた。
iOS 7のアップデートについて。
| 7.0   | 11A465 11A466 | 2013年9月18日  | - 新しいデザイン - 再設計されたインターフェイスでシステム全体とすべての内蔵Appを一新 - 微妙なモーションとアニメーション。レイヤーと半透明で深さを表現 - エレガントな新しいカラーパレットと洗練されたタイポグラフィ - システムのサウンドと着信音をアップデートし、iOS 6までに入っていた着信音・通知音をクラシックというフォルダにまとめる。 - コントロールセンター - 画面下部からのスワイプアップでよく使うコントロールとAppにすばやくアクセス - 機内モード、Wi-Fi、Bluetooth、おやすみモードのオン／オフ、画面の明るさの調節、メディアコントロール装備、AirPlayとAirDropに対応 - すぐに操作できるフラッシュライト、タイマー、計算機、カメラ、ミュージックコントロール - 通知センターの機能改善 - 新しい“今日の表示”に天気、カレンダー、株価など1日の概要を表示 - 1つのデバイスで終了した通知はお使いのすべてのデバイスで非表示に - マルチタスクの機能改善 - 開いているAppの切り替え時にプレビュー画面を表示 - Appがバックグラウンドでコンテンツを最新状態に維持することを許可 - カメラの機能改善 - ビデオ、静止画、アスペクト比、パノラマなどさまざまなカメラモードをスワイプスルー - iPhone 4S以降とiPod touch（第5世代）にリアルタイム写真フィルタを搭載 - 写真の機能改善 - 時刻と場所に基づいて写真とビデオを自動的に“モーメント”に整理 - “iCloudで共有”で複数の投稿者とビデオ、および新しいアクティビティ表示をサポート - 写真フィルタエフェクトを追加 - FlickrとVimeoに対応 - AirDrop - 近くの人とすばやく簡単にコンテンツを共有 - ネットワークや設定を必要としない安全な暗号化転送 - iPhone 5、iPad（第4世代）、iPad mini、iPod touch（第5世代）に搭載。iCloudアカウントが必要です - Safariの機能改善 - 新しいiPhoneタブ表示で、開いているWebページ間を簡単に移動可能 - スマート検索フィールドを検索語句とWebアドレス間で統一 - “共有リンク”で、Twitterでフォローしている人々が共有するWebページを表示 - iTunes Radio - ストリーミング・ラジオ・サービス - 250を超える注目のステーションとジャンル別のステーションから選択 - お気に入りのアーティストや曲で自分だけのステーションをスタート - Siriの機能改善 - もっと自然に聞こえる新しい男声と女声を英語（アメリカ）、フランス語、ドイツ語で導入 - Wikipedia、Twitter検索、Bing Web検索の結果を統合 - Wi-Fi、Bluetooth、明るさなどの設定を変更 - iPhone 4S、iPhone 5、iPad（Retinaディスプレイモデル）、iPad mini、iPod touch（第5世代）でサポート - App Storeの機能改善 - あなたの現在地で注目のAppを表示する“近くで人気” - “キッズ”カテゴリで年齢に合ったAppを検索 - お使いのAppを自動的に最新の状態に維持 - “iPhoneを探す”アクティベーションロック - “iPhoneを探す”の無効化、デバイスの消去、再アクティベーション、iCloudからのサインアウト時にApple IDのパスワードを要求 - リモート消去後もデバイス上にカスタムメッセージを表示可能 - iTunes Storeの機能改善 - iTunes Radioで聴いた曲をiTunes Store内でプレビューおよび購入 - iTunesウィッシュリストへの追加、iTunesウィッシュリストから購入 - カメラでコードをスキャンしてiTunesギフトカードを使用 - ミュージックの機能改善 - 購入した音楽をiCloudから再生 - iPhoneやiPod touchを回転させてアルバムウォールで音楽をブラウズ - ビデオの機能改善 - 購入した映画やテレビ番組をiCloudから再生 - “関連”から、類似した映画やテレビ番組を表示 - マップの機能改善 - 曲がり角のたびに歩く方向を指示 - 自動夜間モード - iCloud経由でデバイス間でブックマークを共有 - メールの機能改善 - “未開封”、“添付ファイル”、“すべての下書き”、“ToまたはCC”などの新しいスマートメールボックス - 強化された検索 - PDF注釈を表示 - FaceTimeオーディオ通話 - 電話、メッセージ、FaceTimeの迷惑発信者をブロック - 長いMMSメッセージの送信に対応 - ホーム画面上のプルダウンでSpotlight検索を表示 - スキャンしてPassbookパスを取得 - 新しい着信音、アラーム、通知、システムサウンド - 選択した単語の定義の対応言語を追加：イタリア語、韓国語、オランダ語 - コンパスAppの角度傾斜計 - Wi-Fi HotSpot 2.0対応 - アクセシビリティ機能 - 身体の運動機能に制約のあるユーザがスイッチコントロールを使用してデバイスを制御可能に - クローズド・キャプション・スタイルをカスタマイズ - VoiceOverで手書き入力に対応 - VoiceOverでNemeth点字を使った数式入力に対応 - 選択項目の読み上げとVoiceOver向けに複数の“プレミアムな”声から選択 - “Made for iPhone補聴器”とステレオ・オーディオをiPhone 5、iPod touch（第5世代）でサポート - エンタープライズ機能 - 書類や添付ファイルを開くために使用するAppとアカウントを管理 - AppごとのVPN - App Storeライセンス管理 - エンタープライズ・シングル・サインオン - 管理対象のAppのリモート構成 - 他社製App向け自動データ保護 - Exchange Notes同期 - カスタムフォントのインストール - 新しい管理クエリーと制限 - 教育機能 - Apple TV向けのモバイルデバイス管理 - AirPlayミラーリングを学生のデバイスからApple TVに要求 - 事前に構成できるAirPlay出力先とAirPrintプリンタ - 簡素化されたMDM登録 - アカウントへの変更を制限する機能 - Webコンテンツフィルタ - 認証済みAppでシングルAppモードを開始可能 - シングルAppモード用のアクセシビリティ設定を構成 - 中国向けの機能 - Tencent Weibo統合 - 中国語-英語バイリンガル辞書 - 精度の向上、書き順の無視、複数文字の同時入力のサポートによる手書き入力の機能改善 - バグの修正 | [ 54 ] |
| 7.0.1 | 11A470a       | 2013年9月20日  | * iPhone 5s/5c向けのバグフィックスアップデート | [ 55 ] |
| 7.0.2 | 11A501        | 2013年9月26日  | - ロック画面でパスコード入力を回避できる問題を修正 - パスコード入力にギリシャ文字キーボード入力を追加 | [ 56 ] |
| 7.0.3 | 11B511        | 2013年10月23日 | - 承認済みのデバイス間でアカウント名、パスワード、クレジットカード番号を共有するためのiCloudキーチェーンを追加 - オンラインアカウント用にSafariから推測困難な独自のパスワードを提案できるように、パスワードジェネレータを追加 - Touch IDが使用中の場合“スライドでロック解除”の表示を遅らせるようにロック画面をアップデート - Spotlight検索からWebやWikipediaを検索できる機能を再度追加 - 一部のユーザでiMessageから送信できない問題を修正 - iMessageをアクティベートできない問題を修正 - iWork App使用中のシステムの安定性を改善 - 加速度センサーの調整問題を修正 - SiriとVoiceOverで低品質の声が使用される問題を改善 - ユーザがロック画面のパスコードを回避できる問題を修正 - 動作とアニメーションの両方を最小化できるように“視差効果を減らす”設定を拡張 - VoiceOverの入力感度が高くなる問題を修正 - ダイヤルパッドのテキストも変更できるように“文字を太くする”設定をアップデート - ソフトウェア・アップデート中に監視対象デバイスが監視されなくなる問題を修正 | [ 57 ] |
| 7.0.4 | 11B554a       | 2013年11月14日 | - 一部のユーザがFaceTime通話できない問題の解決（iPod touch 第4世代はiOS 6.1.5で修正） | [ 58 ] |
| 7.0.5 | 11B601        | 2014年1月29日  | - 中国国内で販売されているiPhone 5sとiPhone 5cの一部モデルのネットワークプロビジョニングを修正 | [ 59 ] |
| 7.0.6 | 11B651        | 2014年2月21日  | - SSLの接続に関する問題を修正（iPhone 3GSとiPod touch 第4世代はiOS 6.1.6で修正） | [ 60 ] |
| 7.1   | 11D167 11D169 | 2014年3月11日  | - CarPlay - 対応した自動車にiPhoneを接続する事で、ダッシュボードの画面上から電話、音楽、マップとそのカーナビゲーション機能、メッセージ、サードパーティー製オーディオアプリを使用できる。 - Siri - 話しかける際にホームボタンを押し、話し終わるタイミングで離す事で聞き取るタイミングを手動でコントロールできるようになった。 - 中国語（北京語）、イギリス英語、オーストラリア英語、日本語に自然な男声・女声を追加。 - iTunes Radio - 「注目のステーション」の上部に検索フィールドを追加。 - 「再生中」の画面でボタンをタップする事でアルバムを購入できるようにした。 - iTunes Match登録者は広告表示無しで使用可能になった。 - カレンダー - 月表示画面にイベント一覧ボタンを追加。 - 日表示画面でリストボタンをタップすると1日のイベントが一覧できるようになった。 - 多くの国でその国の祝休日を自動追加するようにした。 - アクセシビリティ - 「文字を太くする」オプションをキーボード、計算機、アイコングリフの多くにも適用。 - 「視差効果を減らす」オプションを天気、メッセージ、マルチタスク実行時のUIアニメーションにも適用。 - 表示オプションに「ボタンの形を表示する」「Appの表示色を濃くする」「ホワイトポイントを下げる」を追加。 - iPhone 5sのカメラの設定でHDRを自動的にオンにする設定を追加 - iCloudキーチェーンを利用可能な国を追加 - FaceTimeで1台の端末で応答した場合に自動的に他の端末での通知が消去されるようにした - ホーム画面がクラッシュする問題を修正 - Touch ID指紋認証機能を向上 - iPhone 4でのパフォーマンスを向上 - 未読メールが1万件以上の時に起きるバッジの表示の不具合を修正 - ユーザインターフェイスの向上 - セキュリティアップデート | [ 61 ] |
| 7.1.1 | 11D201        | 2014年4月23日  | - iPhone 5sのTouch IDの指紋認識精度を向上 - キーボードの応答性に影響する不具合を修正 - ボイスオーバーで操作するBluetoothキーボードを使用した際に発生する問題を修正 - セキュリティアップデート | [ 62 ] |
| 7.1.2 | 11D257        | 2014年7月1日   | - iBeaconの接続、安定性を向上 - バーコードスキャナなど、一部の他社製アクセサリ使用時のデータ転送に関する問題を修正 - メールの添付ファイルのデータ保護クラスに関する問題を修正 - セキュリティアップデート | [ 63 ] |

## 対応端末
iOS 7は、iPhone 3GSやiPod touch (第4世代)のサポートを終了した。
| - iPhone 4 - iPhone 4S - iPhone 5 - iPhone 5c - iPhone 5s | - iPod touch (第5世代) | - iPad 2 - iPad (第3世代) - iPad (第4世代) - iPad Air (第1世代) - iPad mini (第1世代) - iPad mini (第2世代) |  |

## 評価
iOS 7の評判は賛否両論だった。フォーブス誌のマーク・ロゴフスキーは、ホーム画面の壁紙に追加された3D効果をはじめとする新デザインの複数の側面を批判し、「iOS 7と画面の背景との相互作用は、せいぜい挑戦的なものだ」とし、OSの新しい全体的なデザインについては、「今では、ロックを解除するたびに、ビデオゲームの効果のように、アイコンが画面の中に飛び込んでくる。これは無意味で、iPhoneの起動をほんの少し遅らせ、気が散ってしまう」と書いた。また、The Vergeのジョシュア・トポルスキーは、デザインを批判し、OSのさまざまな部分でアイコンが統一されていないことを指摘するとともに、「Appleは通知パネルやアラートの問題を修正する代わりに、単にそれらを新しく塗装し、サブナビゲーションを何層にも重ねただけで、デバイス上での生産性を実際には何も向上させていない」と述べている。
一方、ニューヨーク・タイムズ紙のデビッド・ポーグは、iOS 7のミニマルなデザインを気に入っており、「新しいOSを長く使えば使うほど、表示されている固定化された機能に感謝するようになる」、「画面の下から上に向かってスワイプすると、コントロールセンターを開くことができる。最も必要とする可能性の高い設定や機能を調整する、コンパクトで視覚的なパレットである」と述べた。また、音声アシスタントのSiriの改良についても評価し、「Siriはずっと良くなった」と記した。TechCrunchのダレル・エサリントンは、導入された多くの新機能に注目し、コントロールセンターは「信じられないほど便利」、AirDropは「素晴らしい」（ただし、当時はiOSとMacの間に相互運用性がないことを指摘している）、Siriは「より便利」、マルチタスクの新機能は「よりスマート」で、マルチタスク画面は「はるかに優れている」と評価している。結論として、「iOS 7は、多くのユーザーがすでに知っているiOSから劇的な変化を遂げることは間違いないが、バランス的には、Appleのモバイル端末をより簡単に、より楽しく使うための新機能がふんだんに盛り込まれたアップデートである」と書いている。
批評家の中には、他のモバイルプラットフォームとの競争が、iOS 7のデザインと機能に影響を与えていると指摘する人もいる。例えば、ミニマルでタイポグラフィを多用したデザインや、コントロールセンターがAndroidの通知シェードにある同様の設定トグルに相当すること、WebOSと同様のマルチタスクメニュー、さらには天気予報AppのデザインがWindows 8やHTC Senseとほぼ同じであることなど、AndroidやWindows Phoneのコンセプトが採用されていることが注目された。PC Magazineのサッシャ・セガンは、「Appleの素晴らしさは、ピースを組み合わせてマーケティングすることにある。Appleの開発者向けAPIと、開発者のために儲ける歴史は、今もなお最高の地位に君臨している。Androidよりも著作権侵害が少なく、Windows Phoneよりも多くの利用者とデザインの柔軟性がある」と述べている。
iOS 7の導入率は、1日後には35％にもなったと報告されている。5日以内にiOS 7は2億台以上の端末にインストールされ、Appleはこれを「史上最速のソフトウェアアップグレード」と主張した。2014年8月には、当時91%のiOS端末がiOS 7を使用していたと報告されている。

## 問題

### デザインによる酔い
2013年9月、Fast Company誌のプラナブ・ディクシット記者は、「マルチタスクやAppの開閉時に多くのズームアニメーションが表示され、さらにわずかな視差効果がある」というiOS 7の新しいデザインが原因で、利用者が気分を悪くしたという苦情がAppleのサポートフォーラムに寄せられたことを報告した。ディクシットは、視差効果はオフにすることができるが、ほとんどのアニメーションにはそのような選択肢がないことを指摘した。
「オハイオ州の大学病院ケース・メディカル・センターの家庭医学部門長」であるジョージ・キカノ医師は、FOXニュースに対し、「影響を受けやすい人にとっては、いくらかの有効性がある」と述べた。FOXニュースは、キカノ医師が「携帯電話の背景が微妙に前後に動く新機能『パララックス』が、車酔いに似た効果につながる」と述べたと書いている。また、「内耳は平衡感覚を、目は視覚をつかさどり、これがズレると、めまいや吐き気がする。慣れる人もいれば、慣れない人もいる」と述べていた。

### バッテリーの消耗
ZDNetのエイドリアン・キングスレイ・ヒューズは、2014年3月にiPhoneおよびiPadの利用者から、iOS 7.1のアップデートによるバッテリーの消耗が報告されたと述べている。Ars Technicaのアンドリュー・カニンガムは、実験室でのテストで、一部のハードウェアモデルではバッテリーの減りが軽微であったが、他のモデルでは統計的に有意な変化がなかったと述べている。

### ロック画面の回避
9to5Macのドン・エスポジートは2014年6月、iOS 7に新たなロック画面の回避方法が発見され、「特定の状況下では5秒」でロック解除できるようになったと報告した。この問題は後に修正された。